# Carlo Bresciani
Carlo Bresciani (Forte dei Marmi, 6 luglio 1954) è un allenatore di calcio ed ex calciatore italiano, di ruolo attaccante.

## Carriera

### Giocatore
Ha giocato in Serie A con Fiorentina, Sampdoria e Catanzaro.Successivamente con Lecce, SPAL, Bari e Varese.
Seconda punta agile (soprannoninato per questo Biscia) e tecnica, dotata di buona elevazione ma di prestanza fisica piuttosto limitata, è sempre stato piuttosto discontinuo in fase realizzativa, alternando grandi prestazioni (memorabile in tal senso la tripletta al Verona con la maglia della Sampdoria nella stagione 1976-1977) a lunghi periodi di idiosincrasia col gol, riuscendo a superare le 10 reti in A o B solo nella stagione 1974-75, disputata in B con il Foggia in prestito dalla Fiorentina.
In carriera ha totalizzato complessivamente 58 presenze e 16 reti in Serie A e 141 presenze e 35 reti in Serie B.

### Allenatore
Ha allenato per una stagione il Grosseto nel Campionato Nazionale Dilettanti, vincendo il campionato e ottenendo quindi la promozione in Serie C2.

## Palmarès

### Allenatore

#### Competizioni nazionali
- Campionato Nazionale Dilettanti: 1

Grosseto: 1994-1995 (girone A)

#### Competizioni regionali
- Eccellenza: 1

Pietrasanta: 1995-1996 (girone A)